# Chelator vulgaris
Chelator vulgaris är en kräftdjursart som beskrevs av Robert Raymond Hessler 1970. Chelator vulgaris ingår i släktet Chelator och familjen Desmosomatidae. Inga underarter finns listade i Catalogue of Life.